# Kopieczki
Kopieczki – część miasta Krotoszyna w Polsce, położonego w województwie wielkopolskim, w powiecie krotoszyńskim, w gminie Krotoszyn. Rozpościera się w rejonie ulicy Kopieczki.

## Historia
Kopieczki to dawniej odrębna miejscowość, położona na północ od Krotoszyna. Do 1934 odrębna część gminy jednostkowej Krotoszyn Stary w powiecie krotoszyńskim w województwie poznańskim. W latach 1934–54 w zbiorowej gminie Krotoszyn. Wraz z reformą gminną jesienią 1954 Kopieczki weszły w skład nowo utworzonej gromady Krotoszyn Stary, a po jej zniesieniu 1 stycznia 1960, zostały włączone do nowo utworzonej gromady Krotoszyn-Północ w tymże powiecie.
1 stycznia 1970 Kopieczki wraz z Krotoszynem Starym wyłączono z gromady Krotoszyn-Północ, włączając je do miasta Krotoszyna.